# 広島県道59号東広島本郷忠海線
広島県道59号東広島本郷忠海線（ひろしまけんどう59ごうひがしひろしまほんごうただのうみせん）は、広島県東広島市から竹原市を結ぶ県道（主要地方道）である。

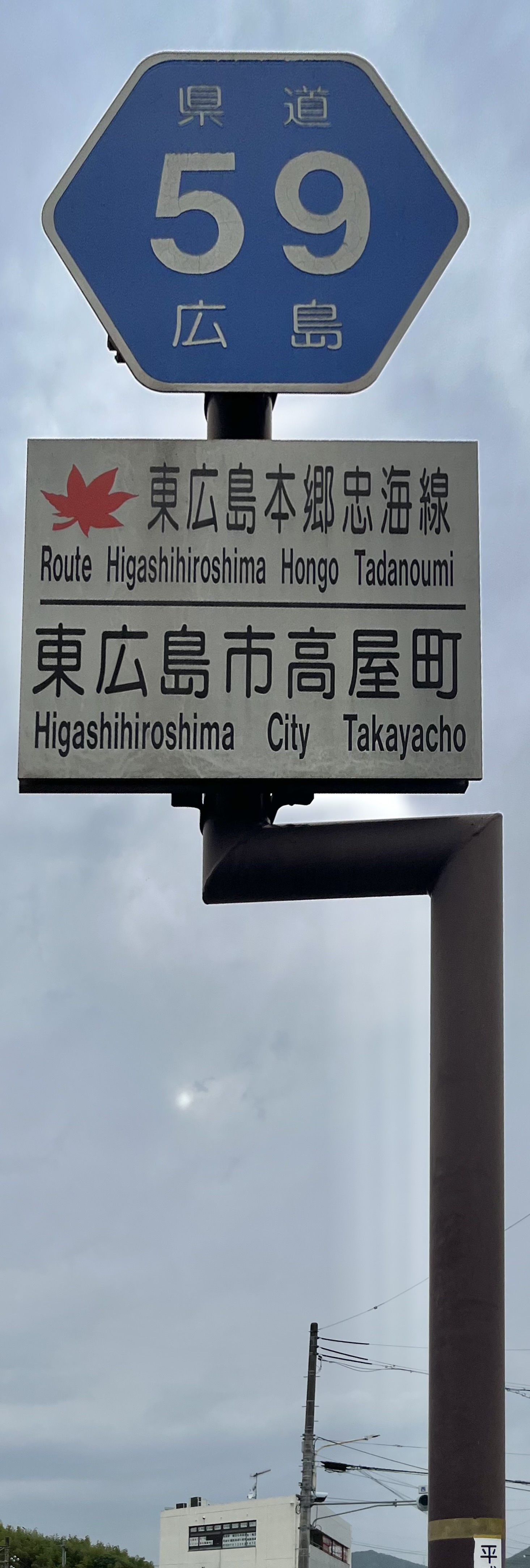
西高屋駅付近の東広島本郷忠海線を示す標識。（2023年5月）

## 概要

### 路線データ
- 起点：広島県東広島市西条町吉行・西条インター入口（山陽自動車道西条IC・国道375号（国道486号重複）交点）
- 終点：広島県竹原市忠海中町2丁目・忠海駅前交差点（国道185号交点）
- 総延長：約31.6 km

## 歴史
- 1993年（平成5年）5月11日 - 建設省から、県道東広島本郷線・県道本郷忠海線の一部が東広島本郷忠海線として主要地方道に指定される[1]。

## 路線状況
県道49号本郷大和線交点 - 国道2号間と県道75号三原竹原線交点 - 終点間に狭隘箇所がある。

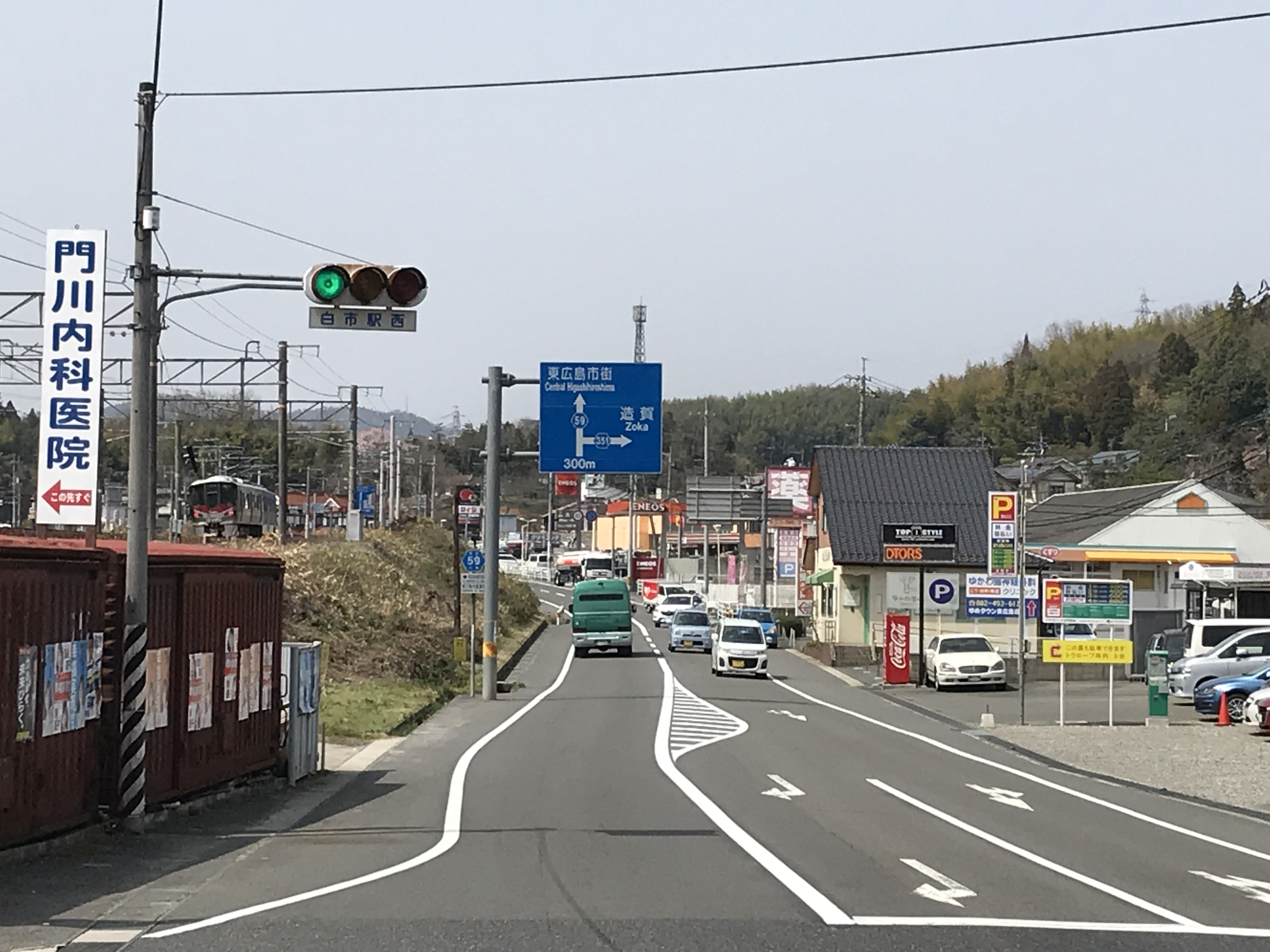
白市駅の西（2018年）。県道351号との重複区間。

### 重複区間
- 広島県道194号西高屋停車場線（東広島市高屋町中島・西高屋駅前交差点 - 中島交差点）
- 広島県道351号造賀田万里線（東広島市高屋町小谷 地内 小谷交差点 - 白市駅西交差点）
- 国道2号（三原市南方3丁目 地内 北方入口交差点 - 本郷バイパス西交差点）

## 地理

### 通過する自治体
- 東広島市
- 三原市
- 竹原市

### 交差する道路
| 交差する道路                                             | 市町村名 | 交差する場所           | 交差する場所                            |
| 本線                                                     | 本線     | 本線                   | 本線                                    |
| -------------------------------------------------------- | -------- | ---------------------- | --------------------------------------- |
| E2 山陽自動車道 国道375号 国道486号 重複                 | 東広島市 | 西条町吉行             | 西条インター入口交差点 / 起点 26 西条IC |
| 広島県道194号西高屋停車場線                              | 東広島市 | 高屋町中島             | 中島交差点                              |
| 広島県道59号東広島本郷忠海線 / 別線                      | 東広島市 | 高屋町高屋東           | 鍵谷橋交差点                            |
| 広島県道351号造賀田万里線 重複区間起点                   | 東広島市 | 高屋町小谷（こだに）   | 小谷交差点                              |
| 広島県道351号造賀田万里線 重複区間終点                   | 東広島市 | 高屋町小谷             | 白市駅西交差点                          |
| 国道432号                                                | 東広島市 | 河内町入野（にゅうの） | 新岡広橋交差点                          |
| 広島県道73号広島空港線                                   | 東広島市 | 河内町入野             |                                         |
| 広島県道49号本郷大和線                                   | 三原市   | 本郷町善入寺           |                                         |
| 国道2号 重複区間起点                                     | 三原市   | 南方3丁目              |                                         |
| 国道2号 重複区間終点 広島県道33号瀬野川福富本郷線 / 別線 | 三原市   | 南方3丁目              | 本郷バイパス西交差点                    |
| 広島県道75号三原竹原線                                   | 三原市   | 小泉町                 | 甲原橋交差点                            |
| 国道185号                                                | 竹原市   | 忠海中町2丁目          | 忠海駅前交差点 / 終点                   |
| 別線                                                     |          |                        |                                         |
| 広島県道59号東広島本郷忠海線 / 本線                      | 東広島市 | 高屋町高屋東           | 鍵谷橋交差点 / 別線起点                 |
| E2 山陽自動車道 E75 東広島呉自動車道 東広島高田道路      | 東広島市 | 高屋町高屋東           | 25-1/1 高屋IC / 別線終点                |

### 沿線にある施設など
- 山陽自動車道 西条インターチェンジ
- 大創産業 本社
- 広島日野自動車 西条支店
- 全農広島県本部 パールライス工場
- レンタルのニッケン 東広島営業所
- JR山陽本線西高屋駅
- 東広島市立高屋西小学校
- 広島県立広島中学校・高等学校
- 山陽自動車道・東広島呉自動車道 高屋ジャンクション
- 東広島市立高屋中学校
- 賀茂カントリークラブ
- JR山陽本線白市駅
- 東広島市立小谷小学校
- トヨタオートオークション 広島会場
- 広島空港
- 三原市立本郷中学校
- コカ・コーラボトラーズジャパン 広島工場
- 広島県立三原特別支援学校
- JR呉線忠海駅